# Institut für Zukunft

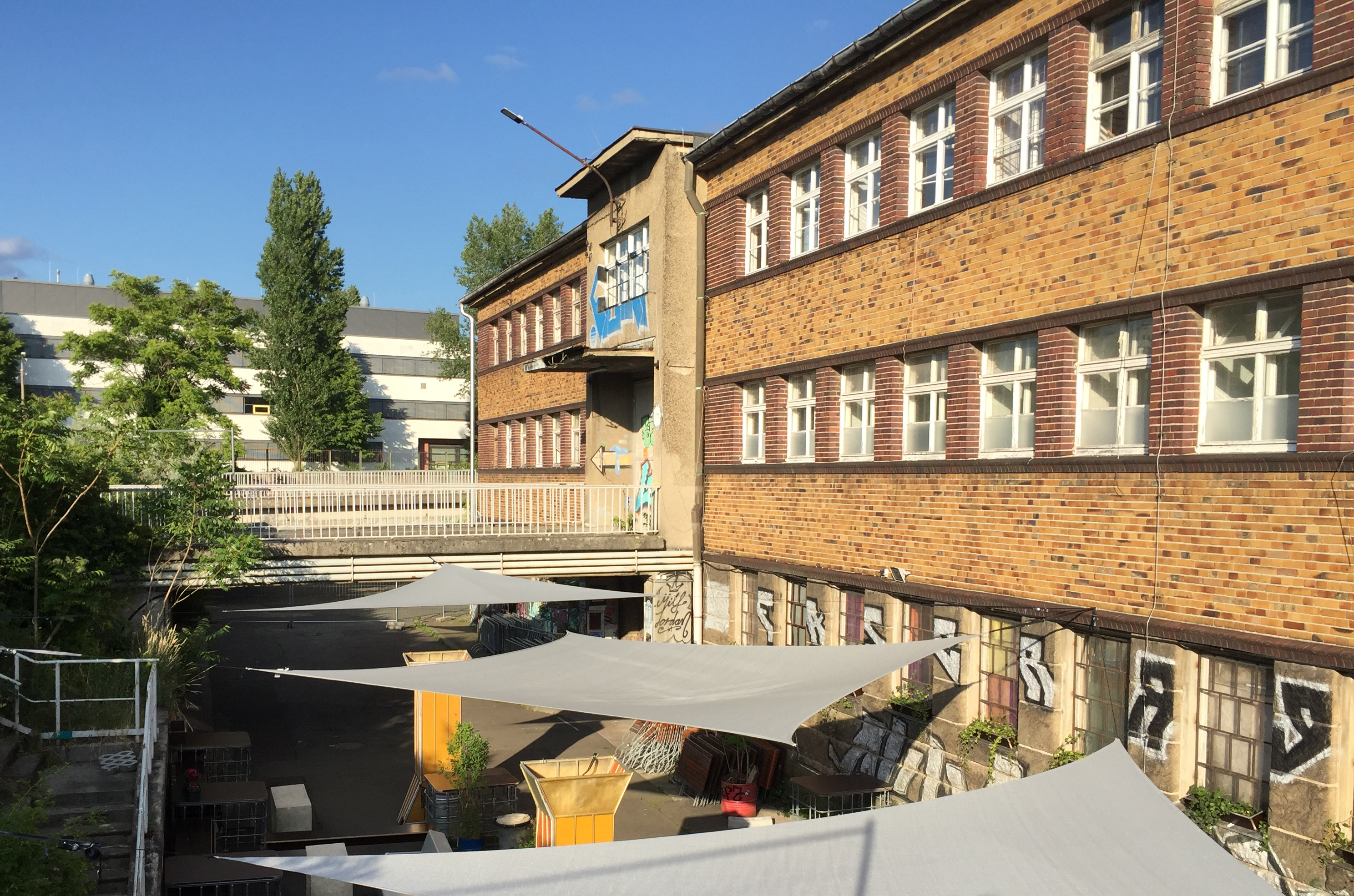
Das Institut für Zukunft (2022)

Das Institut für Zukunft (kurz: IfZ) war ein progressiver Techno-Club in Leipzig.

## Veranstaltungsort
Das Institut für Zukunft befand sich im Souterrain des nördlichen Seitenflügels des Kohlrabizirkus. Die drei Floors wurden als Trakt I, II und III bezeichnet. Der Trakt I war ein ehemaliger Kühlraum und der größte Floor mit Fokus auf Techno und einem „Kirsch Audio“-Soundsystem; Trakt II ein kleiner Floor mit Bar, auf dem vorrangig House gespielt wurde, und Trakt III befand sich unterhalb der Hauptbar und wurde als Ambient und Chill-Out Floor genutzt.
Der Club war basisdemokratisch organisiert und verfolgte ein Safer-Clubbing-Konzept. Das IfZ sah das ://about blank als ihren Schwesterclub. Im gesamten Club durften keine Fotos gemacht werden.

## Geschichte
Durch einen stetigen Verlust an Freiräumen wie leerstehenden Gebäuden und die damit verbundenen Schwierigkeiten, Partys durchzuführen, hatte sich ein Teil der Crews (Homoelektrik, Aequalis, Palette700, IO und Vertigo) unter den Namen Institut für Zukunft gefunden, um einen eigenen Club als Freiraum zu schaffen. 2012 hat die Crew aus sieben Personen Kontakt zu Vermietern und Ämtern aufgenommen. Zur Finanzierung des Soundsystems für den Mainfloor (Trakt I) wurde im Mai 2013 ein Crowdfunding mit dem Motto Another Sound Is Possible! gestartet, mit dem die Hälfte der Kosten in Höhe von 60000 € für das „Kirsch Audio“-Soundsystem finanziert wurde. Die Räume wurden ab Sommer 2013 ausgebaut. Die für Herbst 2013 geplante Eröffnung erfolgte dann am 1. Mai 2014 und im September 2014 ging der Club in einen regulären Betrieb. Im April 2015 hatte der Club neben den ehrenamtlichen Mitwirkenden 120 Mitarbeitende.
Die Veranstaltungsreihe Boiler Room war am 9. November 2016 zu Gast, die Veranstaltung wurde in einem angrenzenden Raum durchgeführt, für die ein Funktion-One-Soundsystem angemietet wurde.
Im Juni 2017 verhängte das Ordnungsamt der Stadt Leipzig aufgrund von Anwohnerbeschwerden eine Sperrstunde zwischen 5 und 6 Uhr, während der sämtliche Gäste den Club verlassen mussten. Der Stadtrat hat mit einem einstimmigen Beschluss durch eine Initiative des IfZ im Zusammenschluss mit weiteren Clubs im Februar 2018 die Sperrstundenregelung abgeschafft.
Aufgrund der COVID-19-Pandemie hat das Institut für Zukunft Mitte März 2020 den Clubbetrieb eingestellt. Während der Pandemie hat der Club ein Testzentrum betrieben und Impfkampagnen durchgeführt. Am 22. April 2020 beteiligte sich der Club an der Aktion „United We Stream“. Der Club eröffnete am 13. Juni 2020 einen Biergarten mit den Namen Teergarten, der in den Sommermonaten geöffnet hat. In Zusammenarbeit mit der Hochschule für Grafik und Buchkunst Leipzig wurde die Galerie DOSIS I vom 15. Juli bis 12. August 2021 und vom 26. August bis 23. September 2021 die DOSIS II ausgestellt. Mit DOSIS III wurde im März 2022 ein Buch über die Ausstellungen im Verlag Spector Books veröffentlicht. Im März 2022 hatte der Club ca. 150 Mitarbeitende. Am 9. April 2022 wurde nach zwei Jahren Pause der Club wiedereröffnet.
Im Dezember 2022 hatte der Club 12 Resident-DJs, darunter Ostbam.
Durch den im Herbst 2023 aufgelösten Verein Kulturraum e.V. (KreV) wurden in der 10-jährigen Geschichte Lesungen, Workshops und Podiumsdiskussionen veranstaltet.
Im August 2023 gab der Club neben weiteren internen Problemen bekannt, dass eine finanzielle Schieflage bestehe. Der Club habe sich von der Pandemie nicht erholt, im Durchschnitt fehlten pro Abend 100 bis 200 Gäste. Ende Mai 2024 gab das IfZ die Insolvenz und die Schließung zum Jahresende 2024 bekannt. Mit der Veranstaltung Farewell IfZ: 30h NYE NYD hat das Institut für Zukunft offiziell zum 2. Januar 2025 8 Uhr geschlossen.
In den Räumlichkeiten hat im April 2025 der Techno-Club Axxon N. geöffnet.

## Rezeption
In dem 2014 erschienenen Buch Schwarmökonomie und Crowdfunding von Elfriede Sixt wird das „Another Sound Is Possible!“-Crowdfunding ausführlich besprochen.
Bereits 2015 wurde der Club im Faze Mag auf Platz 7 der besten Clubs gewählt, 2016 im Groove auf Platz 3. 2017 wurden zwei Leipziger Clubs von Electronic Beats unter den 10 besten Clubs gewertet, das IfZ und das Conne Island.
Der Freitag urteilte 2017: „Die dunklen Betonräume wirken nicht besonders einladend, der größere Dancefloor, der teils gekachelt ist, rundet das Bild von einem sterilen, düsteren Ort ab. Industrielles Design und Techno entsprechen sich hier in ihrer Klarheit und Härte, denn im IfZ steht die Musik klar im Vordergrund.“

## Auszeichnungen
- APPLAUS 2018 – Spielstätte des Jahres in der Kategorie I[32]
- APPLAUS 2018 – Preis für Gleichstellung[32]
- APPLAUS 2022 – Preis für Bestes Livemusikprogramm[33]
- APPLAUS 2022 – Sonderpreis für Awareness[33]
- APPLAUS 2023 – Sonderpreis für Awareness[34]